# Primera División B 1929 (Perú)
La Primera División B fue un nuevo campeonato creado por la Federación Peruana de Fútbol
en el año de 1929. Realizó en papel de segunda categoría en ese único año. Al año siguiente se desaparece y  es absorbido por la División Intermedia.
Este campeonato tuvo únicamente dos ediciones, la de 1929 y la de 1935.

## Historia
En 1929, la  Federación Peruana de Fútbol modifica el sistema del campeonato peruano. Se crea la Primera División B como segunda categoría. En el presente torneo, fue conformado por los equipos descendidos de la Primera División Provincial de Lima 1928. Los equipos fueron: Jorge Washington, Unión Santa Catalina, Lawn Tennis, Association Alianza, Alberto Secada, Alianza Callao, José Olaya y el Unión Fútbol Club.
Además los mejores equipos posicionados de la División Intermedia de la temporada pasada. El campeonato sólo brindó un solo cupo de ascenso a la división superior. Los clubes Lawn Tennis y Juventud Perú fueron el campeón y subcampeón respectivamente del torneo. 
Los últimos posicionados de la liga descienden a la División Intermedia. Sin embargo, al finalizar el campeonato, los equipos de la Primera División B, son trasladados a la División Intermedia de 1930.

## Estructura del Campeonato Limeño

### Periodo 1929
La estructura del fútbol limeño, se modificó en la siguiente forma:
- Primera División Provincial de Lima, Primera Categoría
- Primera División B, Segunda Categoría
- División Intermedia, Tercera Categoría
- Segunda División Provincial de Fútbol de Lima ó Segunda División Amateur, Cuarta Categoría
- Tercera División Provincial de Fútbol de Lima ó Tercera Amateur, No entró en competitividad.

## Ascensos y descensos
| Posición | Ascendido a División Intermedia 1928               |
| -------- | -------------------------------------------------- |
| Serie 1  | Unión Estrella Atlético Buenos Aires Unión Carbone |
| Serie 2  | Juventud Perú Sport Inca Sportivo Áncash           |
| Serie 3  | Leonidas Yerovi Peruvian Boys                      |
| Serie 4  | Atlético Lusitania Unión Lazo                      |
| Serie 5  | Federico Fernandini Jesús M. Salazar               |

| Posición | Descendido de Primera División 1928 |
| -------- | ----------------------------------- |
| 3º Lig.  | Jorge Washington                    |
| 4º Lig.  | Unión Santa Catalina                |
| 7º Gr.1  | Lawn Tennis                         |
| 8º Gr.1  | Association Alianza                 |
| 9º Gr.1  | Alberto Secada                      |
| 8º Gr.2  | Alianza Callao                      |
| 9º Gr.2  | José Olaya                          |
| 10º Gr.2 | Unión F.B.C.                        |

## Campeonato
| Club                  | Ciudad     |
| --------------------- | ---------- |
| Alberto Secada        | Callao     |
| Alianza Callao        | Callao     |
| Association Alianza   | Lima       |
| Atlético Buenos Aires | Callao     |
| Atlético Lusitania    | Lima       |
| Federico Fernandini   | Callao     |
| Jesús M. Salazar      | Callao     |
| Jorge Washington      | Callao     |
| José Olaya            | Chorrillos |
| Juventud Perú         | Lima       |
| Lawn Tennis           | Lima       |
| Leonidas Yerovi       | Callao     |
| Peruvian Boys         | Lima       |
| Sport Inca            | Lima       |
| Sportivo Áncash       | Callao     |
| Unión Carbone         | Lima       |
| Unión Estrella        | Callao     |
| Unión F.B.C.          | Lima       |
| Unión Lazo            | Lima       |
| Unión Santa Catalina  | Lima       |

## Nota
- En 1929, se llevó a cabo en paralelo la Primera División B y la División Intermedia como torneos independientes.
- Ante ello, en 1929 desaparece la Tercera División Provincial. Sin embargo, retorna en funciones en 1930.